# Chevrolet Camaro
Pour les articles homonymes, voir Chevrolet Camaro (homonymie).
La Chevrolet Camaro est une automobile de type pony car du constructeur automobile américain Chevrolet construite par General Motors en quatre générations de 1967 à 2002. La production a repris en 2009 pour une cinquième version, suivie en 2016 par une sixième. La Camaro fut construite pour concurrencer la Ford Mustang.
Lorsque Ford présente sa Mustang en avril 1964, l'état major de GM ne se montre pas vraiment impressionné, persuadé qu'il n'existe pas de marché pour ce type de véhicule et qu'avec son « petit » coupé le rival de toujours foncerait vers de sinistres destinées. Leurs espoirs seront de courte durée ; quatre mois seulement après son lancement, 100 000 Mustang sont sorties des chaînes de fabrication. L'ambiance au directoire de General Motors se dégradera considérablement. Il leur faut faire mieux, et vite, pour retrouver leur première place sur le marché national. Dans l'urgence, Chevrolet crée le projet XP836 surnommé « Panther ». Ses lignes très pures, exemptes de toute fioriture, combinent harmonieusement volumes et rondeurs avec des éléments plus anguleux.
À sa sortie, Chevrolet précise que le nom  du nouveau modèle vient d'un mot français, « camaro », signifiant « camarade » en argot mais Ford rétorque ironiquement que c'est le nom d'un type de crevette (« Camarón » veut dire « crevette » en espagnol). Chevrolet dira alors sur le même ton qu'un Camaro était « un petit animal méchant mangeur de Mustang ».

## Première génération
La Camaro de série voit le jour le 26 septembre 1966, sur le tout nouveau châssis F-Body qui se caractérise par un format quatre places, disponible en coupé et en cabriolet, et d'une architecture faux châssis à l'avant fixé sur une coque. Ce châssis était basé principalement sur celui d'une autre Chevrolet sortie plus tôt, la Nova.
Quatre versions sont disponibles avec environ quatre-vingts options d'usine et quarante accessoires du concessionnaire :
- Camaro : version de base, souvent équipée d'un six cylindres en ligne ou du V8 de 327 ci de cylindrée.
- Camaro RS (Rally Sport) : Cette version comporte essentiellement des ajouts esthétiques ; calandre noire avec des phares cachés, des feux arrière modifiés et des pièces intérieur spéciales. Niveau châssis , elle est équipée de suspension 4 lames
- Camaro Z-28 : Dérivée de la Camaro de base et créée pour courir en Trans-Am Series, ce qui imposait des limitations de cylindrées, les moteurs n'excédant pas 5 litres (ou 302 ci), elle sort discrètement en décembre 1966. Elle se caractérise par des freins à disque à l'avant et est propulsée par le V8 de 302 ci. Ce moteur est en fait un 327 ci doté d'un vilebrequin de 283 ci.
- Camaro SS (Super Sport) : La Camaro SS est équipée du V8 small block de 350 ci ou du V8 big block de 396 ci. On pouvait le commander en même temps que le package RS (pour Rally Sport), pack design/esthétique qui donnait la Camaro RS/SS.

Les Camaro ne portent réellement le qualificatif de « muscle car » qu'à partir du modèle 396, tous les modèles ne possédant qu'un small block, de cylindrée inférieure, sont appelés « pony cars »[réf. souhaitée].
| Années    | RPO | Type    | Caractéristiques                     | Modèle       | Classe |
| --------- | --- | ------- | ------------------------------------ | ------------ | ------ |
| 1967-1969 | L26 | L6      | 230 ci (3,8 L) de 140 ch             | Camaro       | Pony   |
| 1967-1969 | L22 | L6 2bbl | 250 ci (4,0 L) de 155 ch             | Camaro       | Pony   |
| 1967-1969 | Z28 | V8 4bbl | 302 ci (4,9 L) small block de 290 ch | Camaro Z28   | Pony   |
| 1967-1969 | LF7 | V8 2bbl | 327 ci (5,4 L) small block de 210 ch | Camaro       | Pony   |
| 1967-1968 | L30 | V8 4bbl | 327 ci (5,4 L) small block de 275 ch | Camaro       | Pony   |
| 1969      | L65 | V8      | 350 ci (5,7 L) small block de 250 ch | Camaro       | Pony   |
| 1967-1969 | L48 | V8      | 350 ci (5,7 L) small block de 295 ch | Camaro SS350 | Pony   |
| 1967-1969 | L35 | V8      | 396 ci (6,5 L) big block de 325 ch   | Camaro SS396 | Muscle |
| 1967-1969 | L78 | V8      | 396 ci (6,5 L) big block de 375 ch   | Camaro SS396 | Muscle |
| 1968-1969 | L34 | V8      | 396 ci (6,5 L) big block de 350 ch   | Camaro SS396 | Muscle |
| 1968-1969 | L89 | V8      | 396 ci avec culasses aluminium       | Camaro SS396 | Muscle |

Modèles préparés par une poignée de revendeurs Chevrolet.
| Années | Préparation | Type | Caractéristiques                 | Modèle    | Classe |
| ------ | ----------- | ---- | -------------------------------- | --------- | ------ |
| 1969   | L72         | V8   | 427 ci (7 L) big block de 425 ch | COPO 9561 | Muscle |
| 1969   | ZL1         | V8   | 427 ci (7 L) big block de 430 ch | COPO 9560 | Muscle |

### 1967

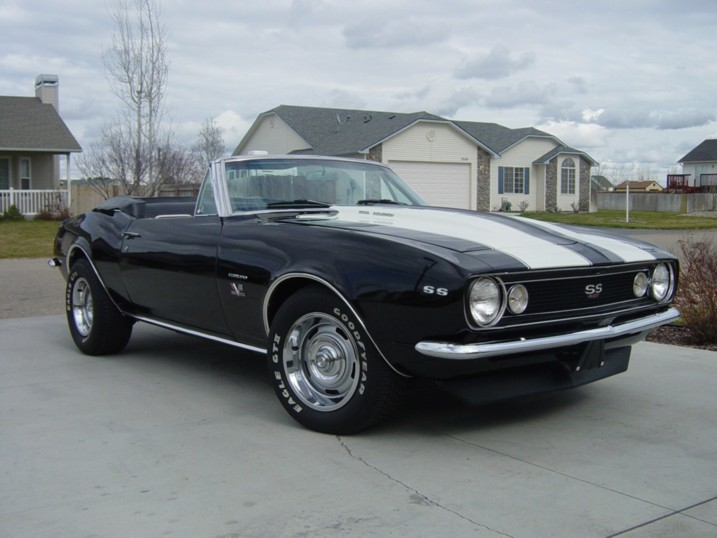
Chevrolet Camaro SS396 de 1967.

De nombreux moteurs sont disponibles dès cette première année, du six cylindres en ligne de base au puissant V8 de 396 ci de la Camaro SS396. Elle partage beaucoup de pièces mécaniques avec la Chevrolet Nova dont la conception est en partie issue. Les acheteurs ont un choix de quatre transmissions ; l'option standard est la boîte manuelle trois rapports Saginaw, vient ensuite une boite manuelle quatre rapports, mais la transmission la plus populaire est la boîte de vitesses automatique Powerglide à deux rapports. La boîte automatique TH400 à quatre rapports est disponible seulement pour la Camaro SS396.
L'option Z28 est rarement connue des acheteurs, seulement six-cent-neuf Z28 ont été vendues en cette année 1967. Développées essentiellement pour la course Trans-Am, elles ne disposent que d'un V8 de 302 ci car le règlement impose une cylindrée inférieure à 305 ci (soit 5,0 L). De 1967 à 1968, les Z28 ne reçoivent pas de capots bombés, elles reçoivent l'air par une canalisation complexe attachée à côté du filtre à air en partant jusqu'au tablier pour arriver dans le conduit d'aération sous le pare-brise. Les Z28 sont les seules Camaro à recevoir des jantes « Rally » de 15 pouces de 1967 à 1969, toutes les autres recevant des jantes de 14 pouces.
Il est facile de différencier les modèles 1967 et 1968 car elles n'ont pas encore de marqueurs latéraux, ceux-ci furent en effet imposés par l'état américain sur les véhicules neuf en 1968.
Production pour 1967
- Camaro : 121 044
- Camaro RS : 64 842
- Camaro SS : 34 411
- Camaro Z-28 : 609

### 1968

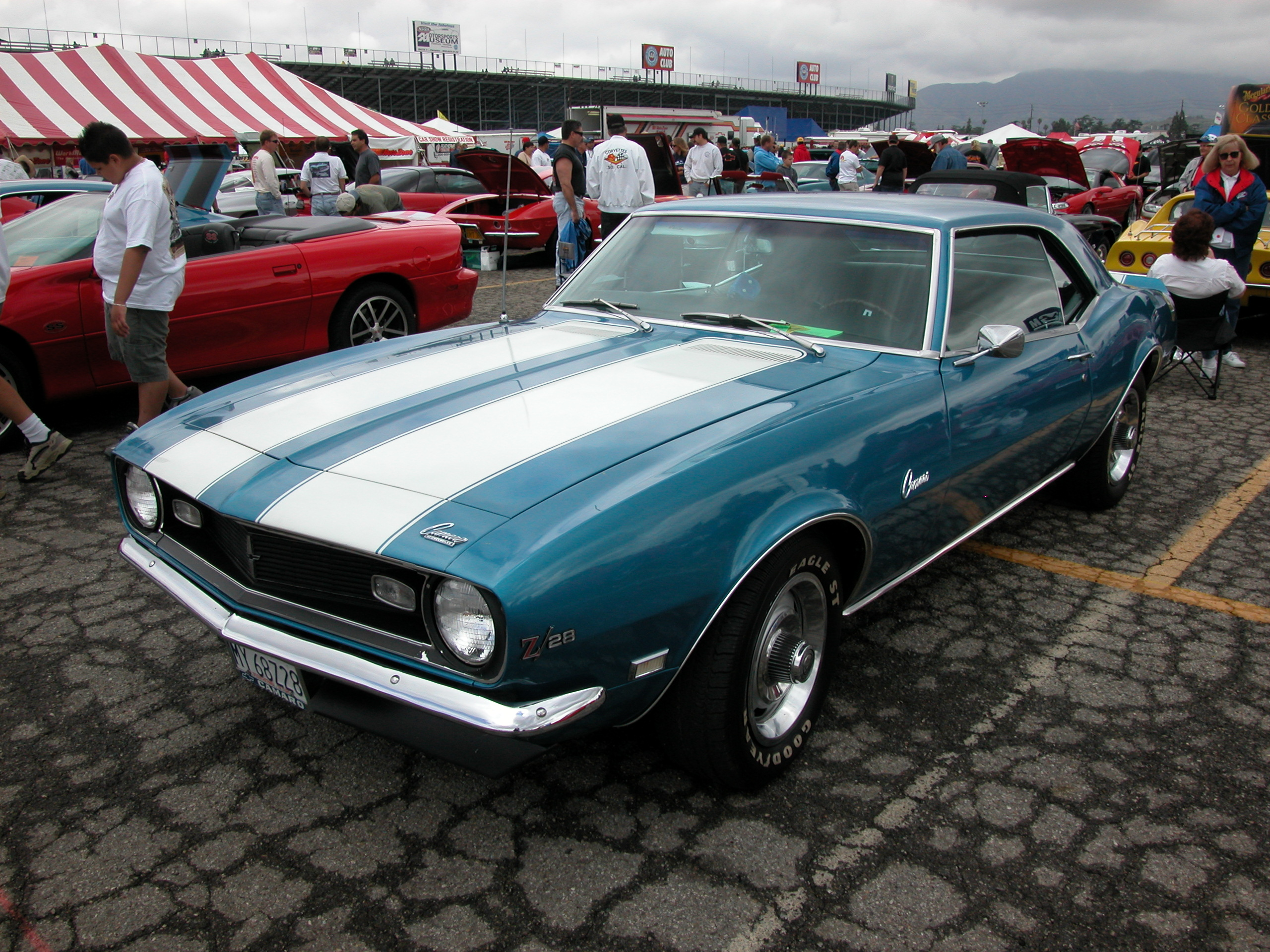
Chevrolet Camaro Z-28 de 1968

Cette année, l'option Z-28 apparaît officiellement au catalogue Camaro, les ventes de ce modèle s'en ressentent et dépassent les 7 000 exemplaires. Les lois en vigueur aux États-Unis imposent l'ajout de marqueurs latéraux sur les ailes avant. La grille de la calandre s'affine, les feux de croisement deviennent ovales, certaines versions peuvent recevoir un béquet à l'avant. Les modèles aux moteurs les plus puissants reçoivent des ressorts arrière à plusieurs lames au lieu des monolames installés auparavant. Une version du V8 big block de 396 ci développant 350 ch est disponible pour les Camaro SS. Les modèles 396 sont affublés de deux inserts chromés sur le capot.
Production pour 1968
- Camaro : 159 087
- Camaro RS : 40 977
- Camaro SS : 27 884
- Camaro Z-28 : 7 199

### 1969

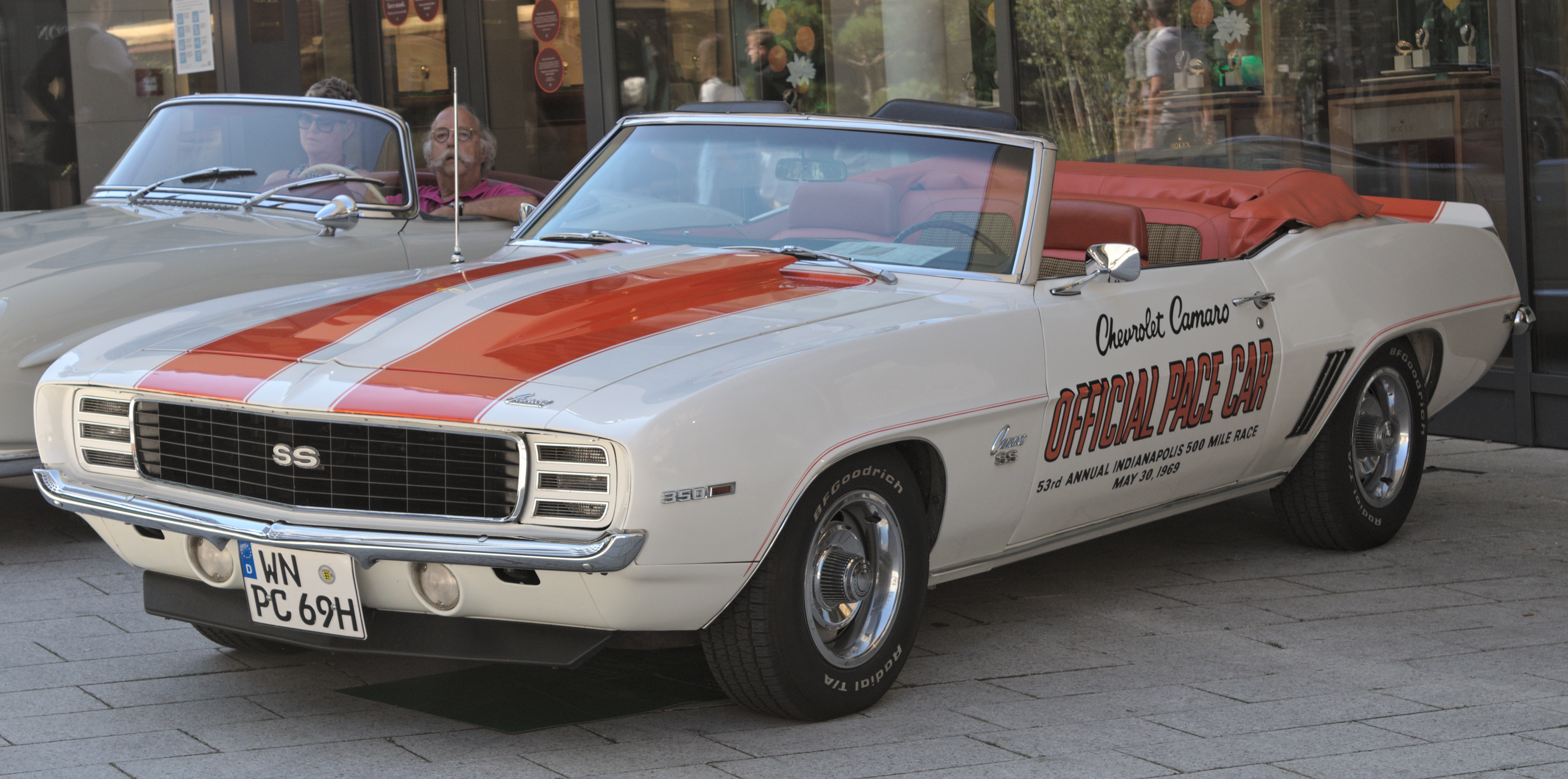
Chevrolet Camaro de 1969 en version Indianapolis 500 Pace Car.

Beaucoup de changement sur la carrosserie en 1969. Seuls le capot et le coffre restent identiques. Le nouveau style donne une meilleure impression d'aérodynamisme, avec ses traînées au-dessus des arcs de roues. Le package RS comprend des phares cachés sous une plaque striée. Il existe un grand débat entre les collectionneurs adeptes du style 1967-1968 et les adeptes de la Camaro 1969. Cette année, c'est une Camaro RS/SS cabriolet qui servira de « pace car » à Indianapolis. Les Z-28 pouvaient avoir un capot bombé en option.
Le moteur V8 307 ci, un bloc de 283 ci avec un vilebrequin de 327, de 200 ch est développé pour les Camaro de base. Un nouveau V8 350 ci de 255 ch remplace le V8 327 ci de 275 ch. Quant au moteur de la SS350, il est « boosté » à 300 ch.
Pour une meilleure compétitivité en course Trans-Am, l'option RPO (pour « Regular production option ») JL8 sort en milieu d'année, il s'agit de quatre freins à disque. Le système est le même que celui utilisé sur les Corvette. Autre possibilité pour les amateurs de performance ultime, le package ZL1, spécialement conçu pour les courses de dragsters NHLA. Le moteur est alors un V8 de 427 ci, entièrement en aluminium, développant officiellement 425 ch mais officieusement près de 500 ch, ce qui en fait le moteur le plus puissant jamais proposé par Chevrolet. Cette voiture coûtera pratiquement le double du prix d'un Camaro SS396, soit 7 200 dollars de l'époque, le moteur seul coûtant 4 160 $. Pour les utiliser en course, Chevrolet devait en vendre cinquante, ils vendirent soixante-neuf Camaro et deux Corvette équipées de ce moteur. Au moins douze moteurs furent retirés de ces voitures, et trente d'entre elles revinrent chez Chevrolet.
Production pour 1969
- Camaro : 150 078
- Camaro RS : 37 773
- Camaro SS : 34 932
- Camaro Z-28 : 20 302

## Deuxième génération
La deuxième génération entre sur le marché le 26 février 1970 et sera commercialisée jusqu'en 1981. La carrosserie est intégralement changée, la voiture est alors plus longue et plus large que la génération précédente (de 4,77 à 5 mètres de long suivant les évolutions) avec des lignes plus élancées. L'architecture de 1967 empruntée à la Chevrolet Nova reste cependant inchangée, avec le faux châssis à l'avant séparé de la coque. Les moteurs de même seront conservés, du moins pour les premières années.
Sans la hâte du développement de la première génération et bénéficiant d'un budget supérieur, les ingénieurs de chez General Motors ont pu accorder plus de soin dans la réalisation de la nouvelle Camaro. Ainsi, les suspensions et le châssis sont grandement améliorés aussi bien en ce qui concerne le confort que la rigidité. Les vitres latérales arrière seront supprimées pour réduire les coûts et faciliter la fabrication. Plus tard, la lunette arrière sera élargie pour pallier cette absence et offrir un meilleur champ visuel à l'arrière. Même les modèles de base reçoivent une meilleure isolation phonique et thermique. Bien que toujours équipée de moteurs big block, il ne fait pas de doute la deuxième génération est bien plus une routière que sa devancière de 1967.
Cependant, le premier choc pétrolier mettra un terme à la course à la cylindrée. La Camaro restera une des seules muscle car de cette époque à survivre à la crise. Côté marketing, Chevrolet gardera les mêmes modèles que la génération précédente mais en ajoutera quelques-uns au fil des années :
- RPO (Regular production options)
- Type-LT, Modèle « luxe » qui a remplacé le Super Sport à partir de 1973.

## Troisième génération (1982-1992)
En 1975, Chevrolet entreprend le développement de la troisième génération, originellement prévue pour 1980. En même temps, le constructeur travaille sur sa première automobile à traction. Les ingénieurs ont l'intention d'utiliser les composantes mécaniques sur les F-Body. La question de la Camaro à traction a été longuement débattue et retardera la production qui sera reporté à 1982. En outre, les dimensions du moteur de la troisième génération utilisent le système métrique. La cylindrée n'est donc plus définie en pouces cubes, mais en litres.
L'année 1982 marque donc le début de la troisième génération. Elle est sélectionnée comme pace car pour les Indy 500. Pour cette occasion la pace car voit sa puissance augmentée à 254 ch. Des répliques moins puissantes seront proposées au public. La motorisation passe du quatre cylindres 2,5 litres de 91 ch et d'un  V6 de 2,8 litres de 103 ch, à un V8 de (5 litres) (305 ci LG4) de 147 ch ou un 5,0 litres « Trottle Body Injection » (TBI) LU5 de 167 ch.
En 1983, le 5,0 litres LU5 monte à 177 ch et un nouveau 5,0 litres HO (« high output ») L69 apparaît, équipé d'un carburateur Rochester 4-corps, et développant 193 ch.
En 1984, Chevrolet corrige des problèmes de qualité survenus en 1982 et 1983. Le modèle Berlinetta connaît une popularité avec un V6 de (109 ch) de 2,8 litres et le V8 LG4 en option. La Z28 connaît sa meilleure année de vente de tous les temps.
En 1985, l'option IROC-Z fait son apparition sur la Z28 (« IROC » pour International Race of Champions). Elle comprend un effet de sol plus bas et quelques autres options. Elle peut recevoir un nouveau V8 de 305 ci (5,0 litres) LB9 « Tuned Port Injection » (TPI) de 218 ch. La Z28 reçoit un léger changement esthétique[Lequel ?].
En 1986, la LT remplace la berlinetta. Le quatre-cylindres est disponible mais aucune voiture ne semble avoir été produite avec cette option, 1986 sera la dernière année du quatre-cylindres. Le 5,0 litres LB9 perd de la puissance et passe à 193 ch mais gagne 10 livres de couple. On attendait un V8 optionnel de 5,7 litres (350 ci) mais des problèmes de développement ont retardé cette option.
En 1987, le L98 5,7 litres fait son entrée en option sur le IROC-Z, disponible uniquement en transmission automatique, pour 225 ch. La décapotable est de retour et c'est la firme American Sunroof Company (ASC) qui transforme les T-Top en cabriolets.
En 1988, le L98 (5,7 litres) passe à 233 ch. La Z28 disparaît au profit de l'IROC-Z mais reviendra en 1990 lorsque la série IROC passe aux véhicules Dodge.
En 1989, la RS est une nouvelle option. Elle est équipée d'un V6 2,8 litres. Un V8 de 172 ch est optionnel. Le LB9 et le B2L ne sont pas disponibles pour la RS. Des options de performances sont proposées pour le coupé IROC-Z sous la dénomination « 1LE ». Les options proposées comprennent un Performance Axle G92 (essieu), la suppression de la climatisation, un moteur LB9 avec transmission manuelle (le B2L n'est pas disponible), une suspension sportive, un réservoir d'essence repositionné, suppression des feux anti-brouillard, etc. La puissance de cette combinaison est de 304 ch avec 300 livres de couple. 111 « 1LE » seront vendues en 1989. En 1991 et 1992, ceux qui désirent avoir la climatisation commanderont le RPO BC4, une option destinée aux services de police et proposée sur les coupés RS.
En 1990, le V6 passe a 3,1 litres. L'IROC-Z disparaît à la fin de l'année.
1992 marque la fin de la troisième génération. Tous les modèles 1992 reçoivent l'emblème « 25th anniversary » et peuvent opter pour un RPO « Heritage Pack ».
Après des problèmes de qualité et des mouvements de grève, GM déplace la production de la quatrième génération au Québec, à Boisbriand,.

## Quatrième génération
Elle est construite à Boisbriand au Canada. Le quatre-cylindres étant abandonné, le moteur de base est un six-cylindres de 3,4 L développant 162 ch, il sera remplacé en 1995 par un V6 3,8 L de 200 ch, 193 Cv en Europe beaucoup plus économique. Les versions les plus musclées sont la Z28 et la SS qui ont droit au moteur 5,7 litres LT1, avec la boîte automatique ou manuelle T56 à six rapports. La Z28 développe 275 hp et la SS 285 hp à 310 hp. En 1997, une version 30th anniversary Camaro Z28 SS, pourvue de deux bandes rouges sur coloris blanc, est disponible avec un moteur de 5,7 litres LT4 qui équipait les Corvette Grand Sport et Collector, édition de 1996, avec une puissance annoncée de 330 ch.
En 1998, la Camaro a droit à quelques modifications au niveau des phares et un remodelage complet de l'avant ainsi que l'intérieur. Le « désuet » LT1 de fonte fait place à un nouveau moteur en aluminium, le LS1, qui équipait déjà la Corvette, celui-ci offre des possibilités de modifications beaucoup plus intéressantes que son prédécesseur. La Camaro Z28 développe alors 310 ch et en 2000, grâce à un remplacement du collecteur d'admission pour celui du moteur LS6, elle verra sa puissance portée à 330 ch. La Camaro SS touchera les 330 ch, puis  340 ch en 2000 jusqu'à son arrêt de production.

Avec son 0-100 km/h en 5,3 secondes, la Camaro (avec sa cousine Trans-Am) est de loin la voiture américaine la plus performante (moteur atmosphérique) du moment, exception faite de sa grande sœur la Corvette C5. En 2002 quelques derniers modèles sortiront de la défunte usine.

## Cinquième génération (2009-2015)

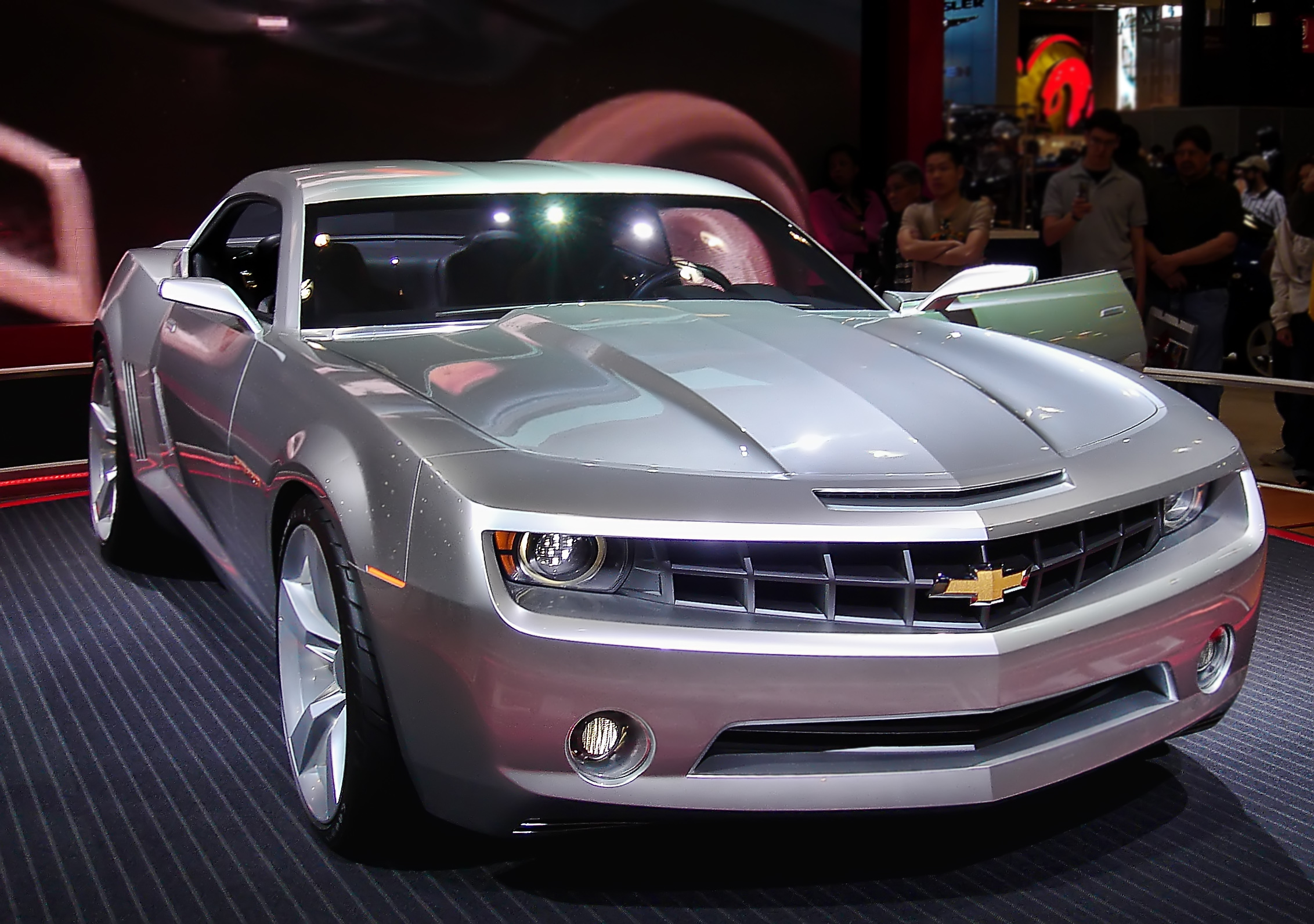
Chevrolet Camaro Concept, CYIAS, 2006.

Chevrolet décide de raviver la flamme de la Camaro en 2006 en présentant la Chevrolet Camaro Concept, laquelle fait son apparition officielle en 2009. Esthétiquement, elle renvoie explicitement à la première génération (démarche similaire à celle de Ford pour sa Mustang). Pour son lancement, la Camaro Concept incarne le robot Autobots dénommé Bumblebee dans le film Transformers  sorti en 2007.
Présenté sur la plate-forme Zeta et équipé du moteur LS3 V8 de 6,2 litres de 426 HP (transmission manuelle à six rapports) ou équipée du moteur LS99 de 6,2 litres de 400 HP (transmission automatique à six rapports), elle est aussi offerte en version V6 de 3,6 litres développant 304 ch (le V6 développe 323 ch à partir de la version 2012). La camaro de cinquième génération se retrouve en six versions: LS, 1LT, 2LT, 1SS, 2SS et ZL1. Les versions LS et LT sont équipées de série du moteur de 3,6 litres tandis que le moteur de 6,2 litres est réservé au modèle SS. Les éditions 2LT et 2SS incluent la technologie bluetooth, sièges en cuir chauffants, volant gainé de cuir, etc.
La version cabriolet sera produite à partir de 2011 en Ontario.
Chevrolet a annoncé en mai 2011 la commercialisation en France de la Camaro dès le mois de septembre 2011. Seule la version correspondant à la 2SS pack RS dotée du 6,2 litres V8 de 432 chevaux sera vendue, avec boîte 6-vitesses automatique ou manuelle (puissance de 405 chevaux avec boîte automatique).
Une seule finition et deux séries spéciales seront disponibles :
Équipements de série :
- Des phares HID (haute décharge d'intensité, avec halo lumineux) ;
- Des jantes de 20 pouces chaussées de pneus 245/45 ZR20 à l'avant et en 275/40 ZR20 à l'arrière ;
- Un ESC (Stabilitrack) déconnectable à trois modes avec ABS et aide au freinage d'urgence ;
- Une double sortie d’échappement en inox chromée ;
- Un affichage tête haute des informations (Head-up Display) ;
- Une climatisation ;
- Une radio à lecteur CD Boston de 245 watts avec neuf haut-parleurs (huit en cabriolet) ;
- Un garnissage en cuir noir ;
- Des sièges sport chauffants ;
- Des sièges conducteur et passager réglables électriquement sur six axes ;
- Des commandes au volant ;
- Un régulateur de vitesse ;
- Une aide au recul avec radar et caméra de rétrovision (écran situé dans le rétroviseur central) ;
- Une connectivité Bluetooth, prise auxiliaire et USB ;
- Des phares automatiques ;
- Des rétroviseurs à chrominance variable (remplace la position « nuit » des rétroviseurs classiques).

Équipements en option :
- Toit ouvrant électrique (1 000 €);
- Peinture métallisée (800 €);
- Peintures spéciales (Rallye Yellow ou Orange Inferno) (1 000 €);
- Bandes sur le capot et le coffre (500 €);
- Jantes brillantes en aluminium poli (500 €).

La version automatique dispose en-outre de l'AFM (Active Fuel Management), capacité de « couper » deux à quatre de ses cylindres en conduite économique et de pouvoir démarrer à distance grâce à un bouton supplémentaire sur la télécommande intégrée à la clé de contact.
La version européenne aura quelques différences par rapport à sa version américaine pour être homologuée avec exception pour un nombre restreint (2 000 exemplaires pour l'Europe pour l'année 2012,  juillet 2011 - juin 2012). Elle est basée sur la version SS en coupé ou cabriolet, en BVA ou BVM, sans les logos.
- Les rétroviseurs sont plus grands, pliables et intègrent des rappels de clignotant ;
- Les feux arrière sont à LED, contrairement aux ampoules et caches rouges de l'américaine, pour répondre aux normes européennes ;
- Le pare-brise est aux normes EU ;
- Les feux de position latéraux sont remplacés par des catadioptres ;
- L'échappement est légèrement plus aphone sans variation de puissance notable (432 ch et 318 kW) ;
- Le volant est le modèle 2012, issu de la gamme (plus grand airbag) désormais adopté aux États-Unis, moins seyant que le modèle 2011 Camaro, à l'aspect bombé et plus fin.

Pour le modèle MY2014, il y a eu un lifting des faces avant et arrière (optiques et calandre) et de l'intérieur (HUD en couleur).

### Camaro 45th Anniversary

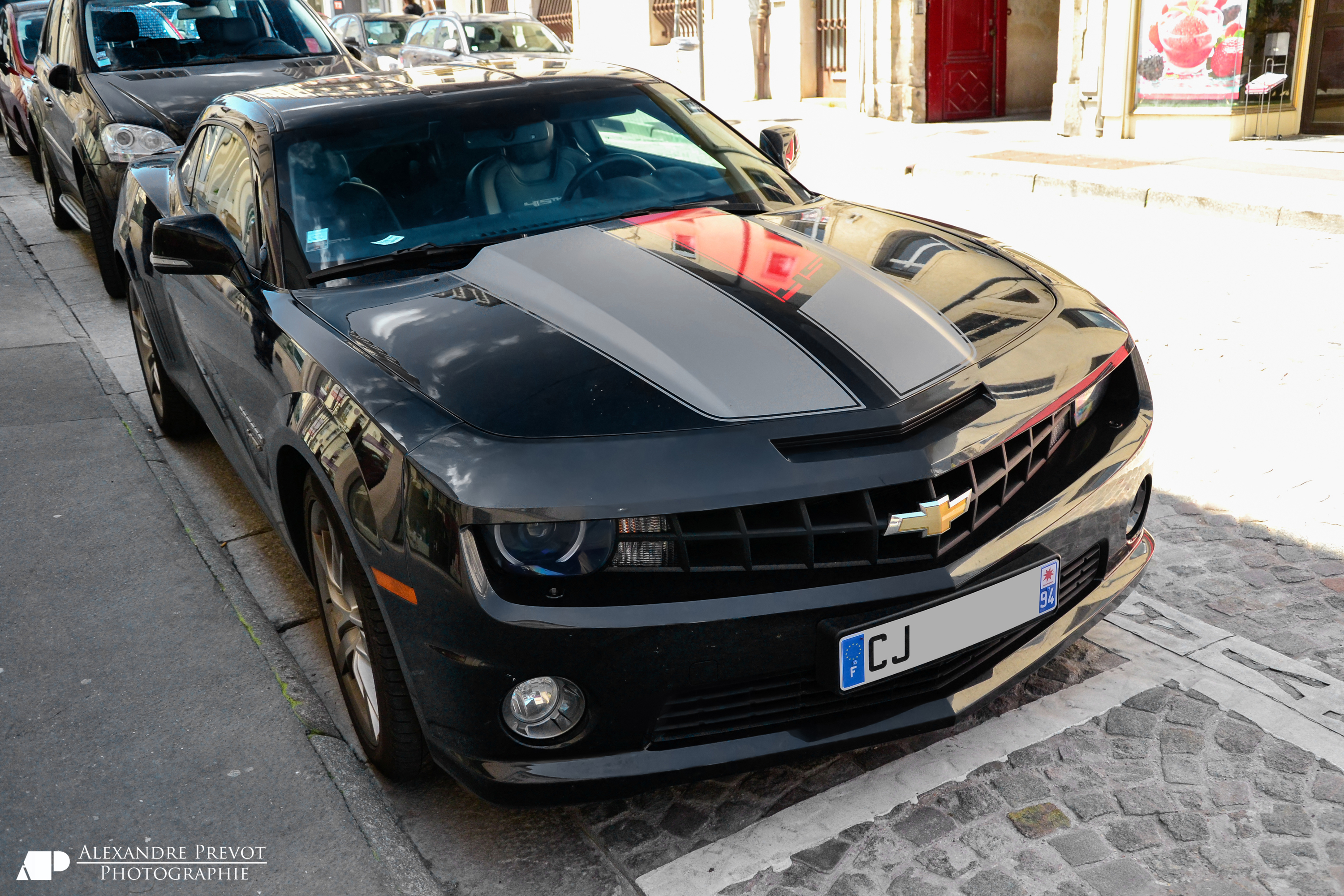
Chevrolet Camaro 45th Anniversary

Pour fêter les 45 ans de la Camaro, le millésime 2012 présente une série spéciale Chevrolet Camaro 45th. Elle reçoit une couleur unique et un pack d'équipements spécifiques :
- Jantes et caches moyeux spécifiques ;
- Sellerie cuir brodée 45th sur les dossiers ;
- Bandes spécifiques grises et rouge sur le capot et le coffre ;
- Badges 45th sur le volant, le pommeau de vitesse, le tableau de bord et sur les ailes avant ;
- Seuils de portes spécifiques;
- Surpiqures contrastées bleues et blanches sur le volant, les sièges, la console centrale, les accoudoirs et le levier de vitesses ;
- Peinture métalisée Grey Carbon Flash.

### Camaro Transformers

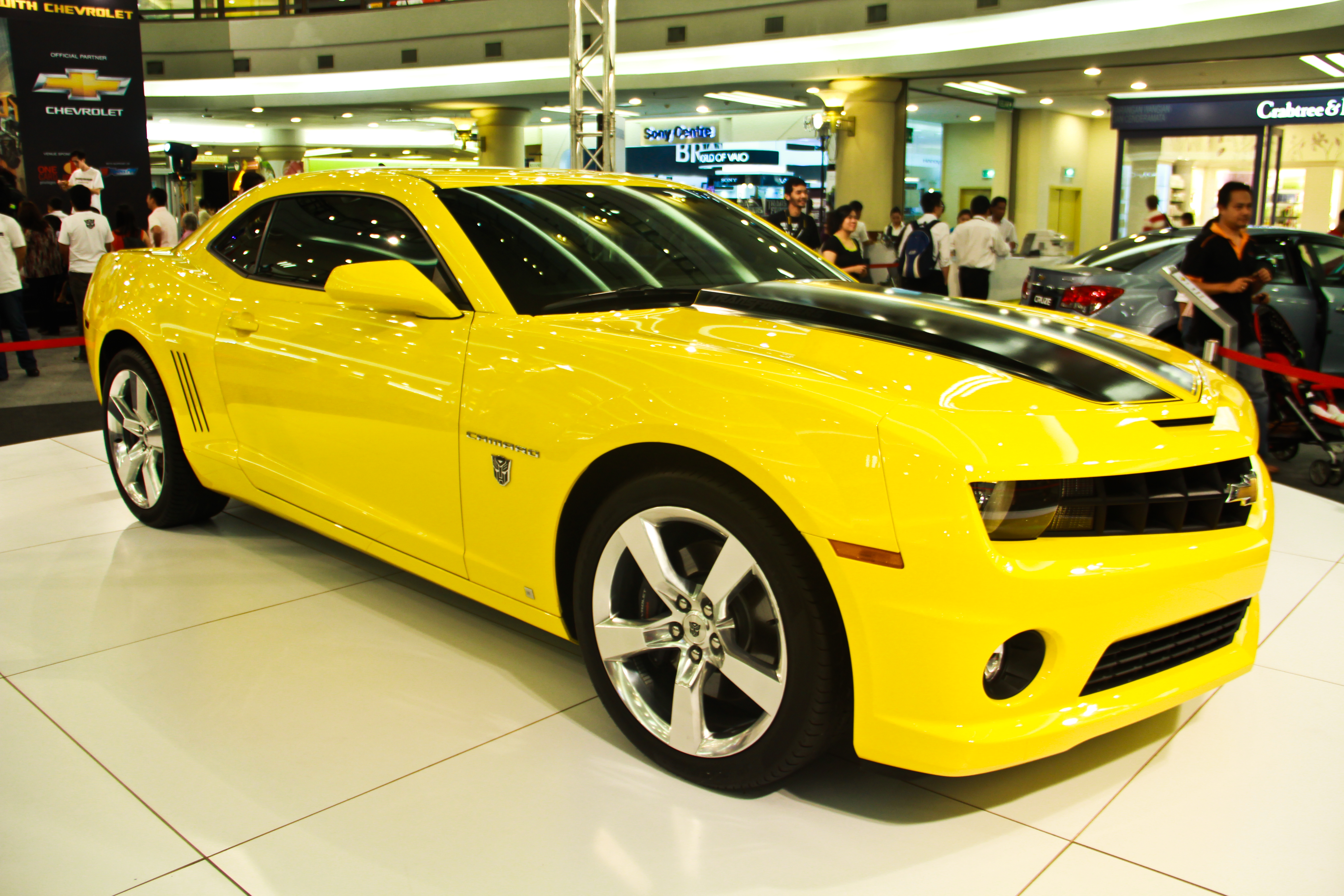
Chevrolet Camaro Transformers Edition

- Peinture jaune Rallye (Rallye Yellow)[8];
- Bandes noires sur le capot, le toit et le coffre ;
- Badges "Autobots" sur les ailes avant ;
- Sellerie cuir noir avec "Autobots" brodés sur les appuie-tête et l'accoudoir central ;
- Surpiqures jaunes spécifiques sur le volant, les sièges, la console centrale, les accoudoirs et le levier de vitesses.

### Camaro ZL1
Chevrolet a présenté au Chicago Auto Show de 2011 la future version ZL1 de sa Camaro, reprenant le nom de code « ZL1 » déjà vu en 1969. Elle était la version de route la plus puissante mise en vente jusqu'à ce jour. La nouvelle version place la barre encore plus haut et propose 580 ch. Avec cette version ultime, Chevrolet veut concurrencer la Shelby GT500 de Ford. Pour cette nouvelle version, le V8 LS3 de la SS fait place au V8 LSA, le même que sur la Cadillac CTS-V. On dit aussi très souvent que c'est le même moteur que celui de la Corvette ZR1, à tort car sur cette dernière le V8 est un LS9 qui développe 647 ch. Le moteur LSA est en fait un dérivé du LS9 avec de nombreuses différences techniques. Entre autres : pistons différents, refroidissement de la suralimentation différent, et compresseurs volumétriques de capacités différentes (LS9 2,3 litres pour 0,72 bar maxi, LSA 1,9 litre pour 0,62 bar maxi). La ZL1 moderne se distingue par quatre sorties d'échappement, un kit de carrosserie plus agressif, et surtout le nouveau V8 LSA produisant 580 chevaux, cité plus haut, grâce à un compresseur Eaton, le couple passe donc à plus de 750 N m. Mais ce ne sont pas les seules nouveautés, ses suspensions sont des Magnetic Ride 3.0 et les freins sont fournis par Brembo, ils ont six pistons et des disques de 370 mm à l'avant et quatre pistons avec des disques de 365 mm à l'arrière.
Toutes ces nouveautés ont pour but de transformer la Camaro en véritable voiture de sport, et c'est chose réussie quand on voit son temps au Nordschleife de 7 min 41 s 27 (elle fait donc mieux que l'Audi R8 V10 5,2 L et son 7 min 44 s et que la Ferrari 599 GTB Fiorano avec 7 min 47 s).

### Galerie

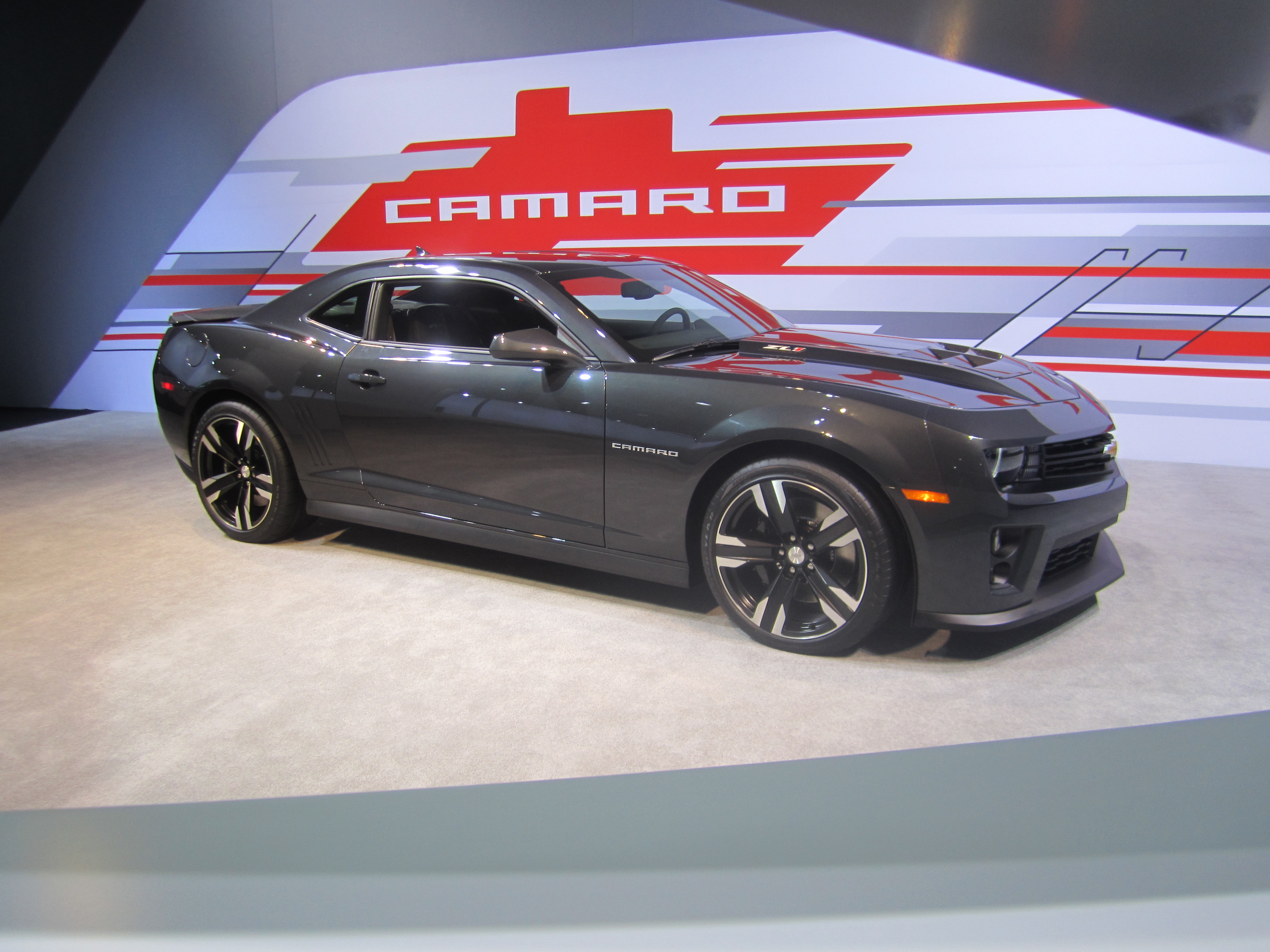
2012 Chevrolet Camaro ZL1.
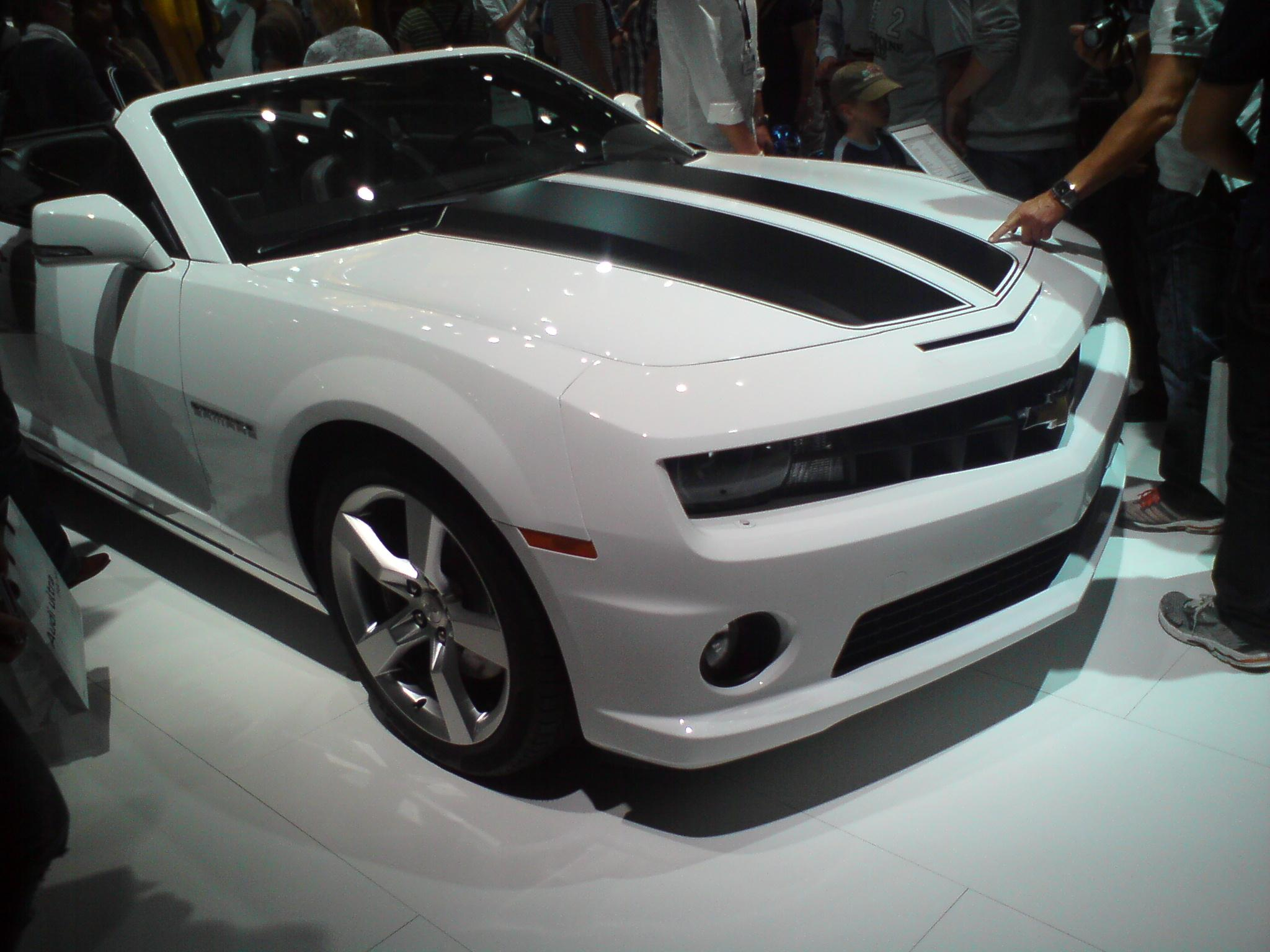
Camaro SS cabriolet.
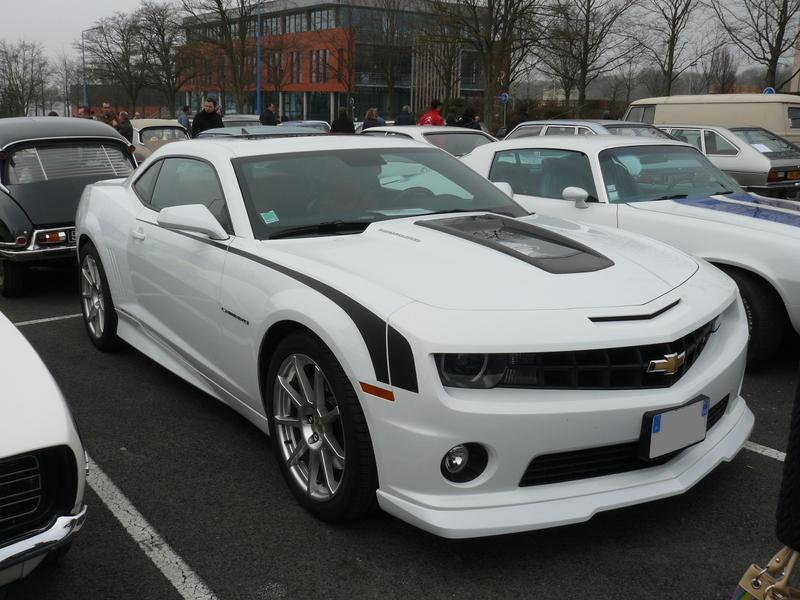
Camaro SS Callaway.
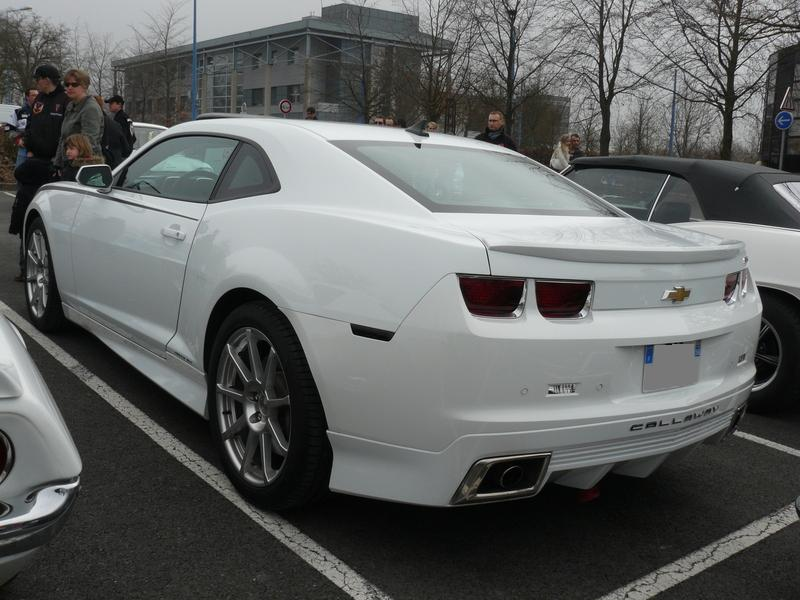
Vue arrière.
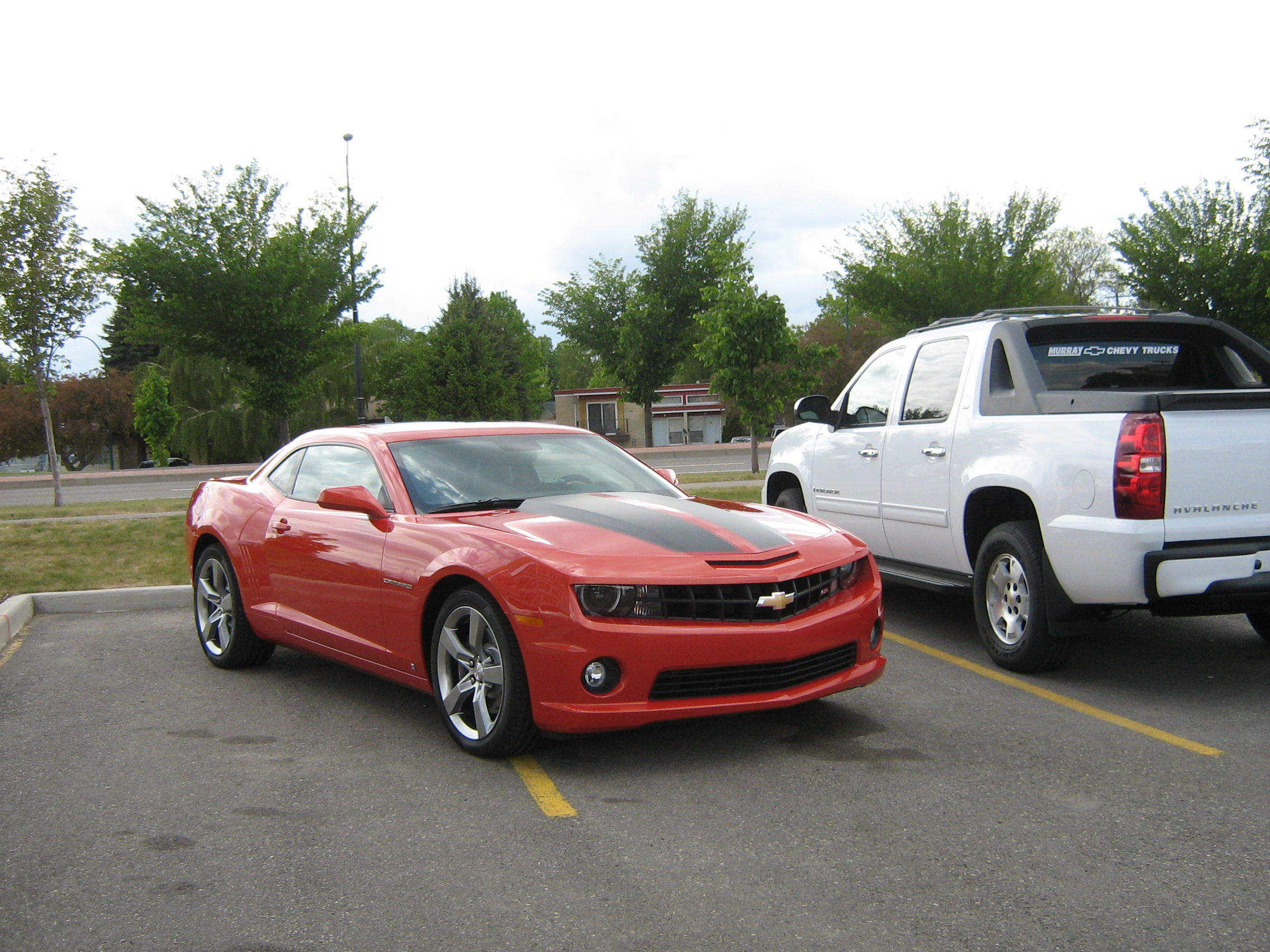
Camaro V SS.
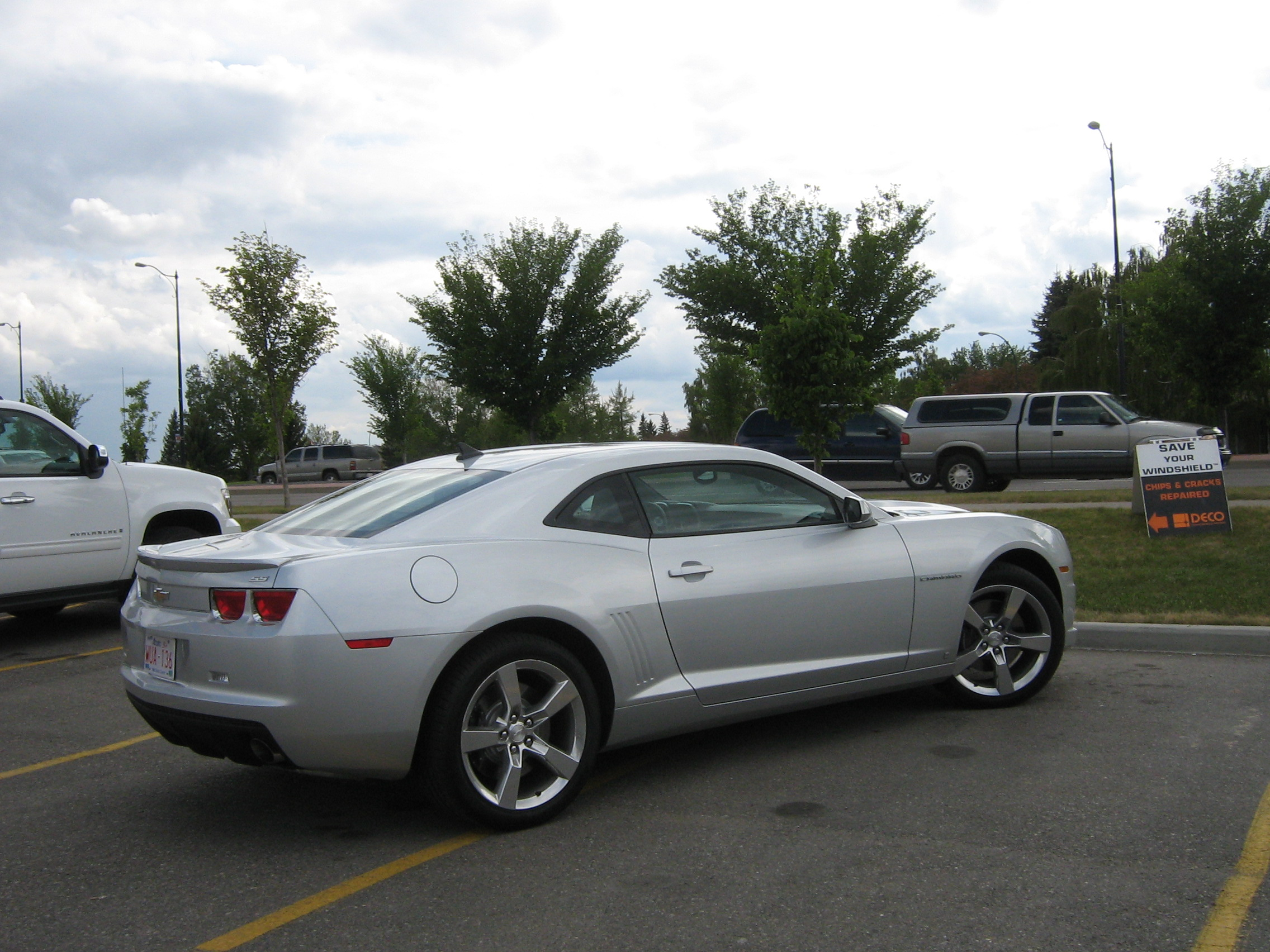
Camaro V SS.
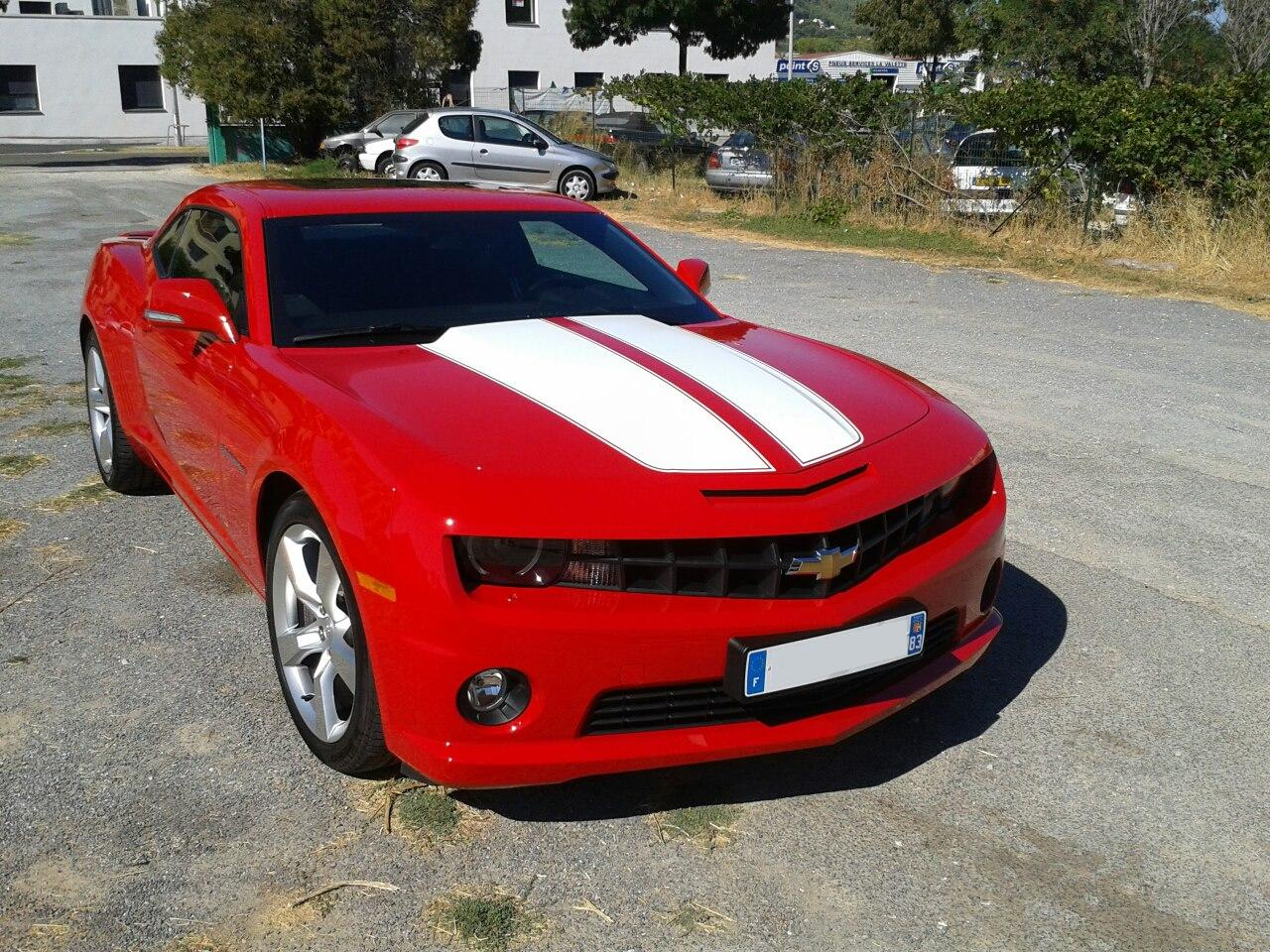
Camaro 2012 européenne (finition 2SS/Rs).
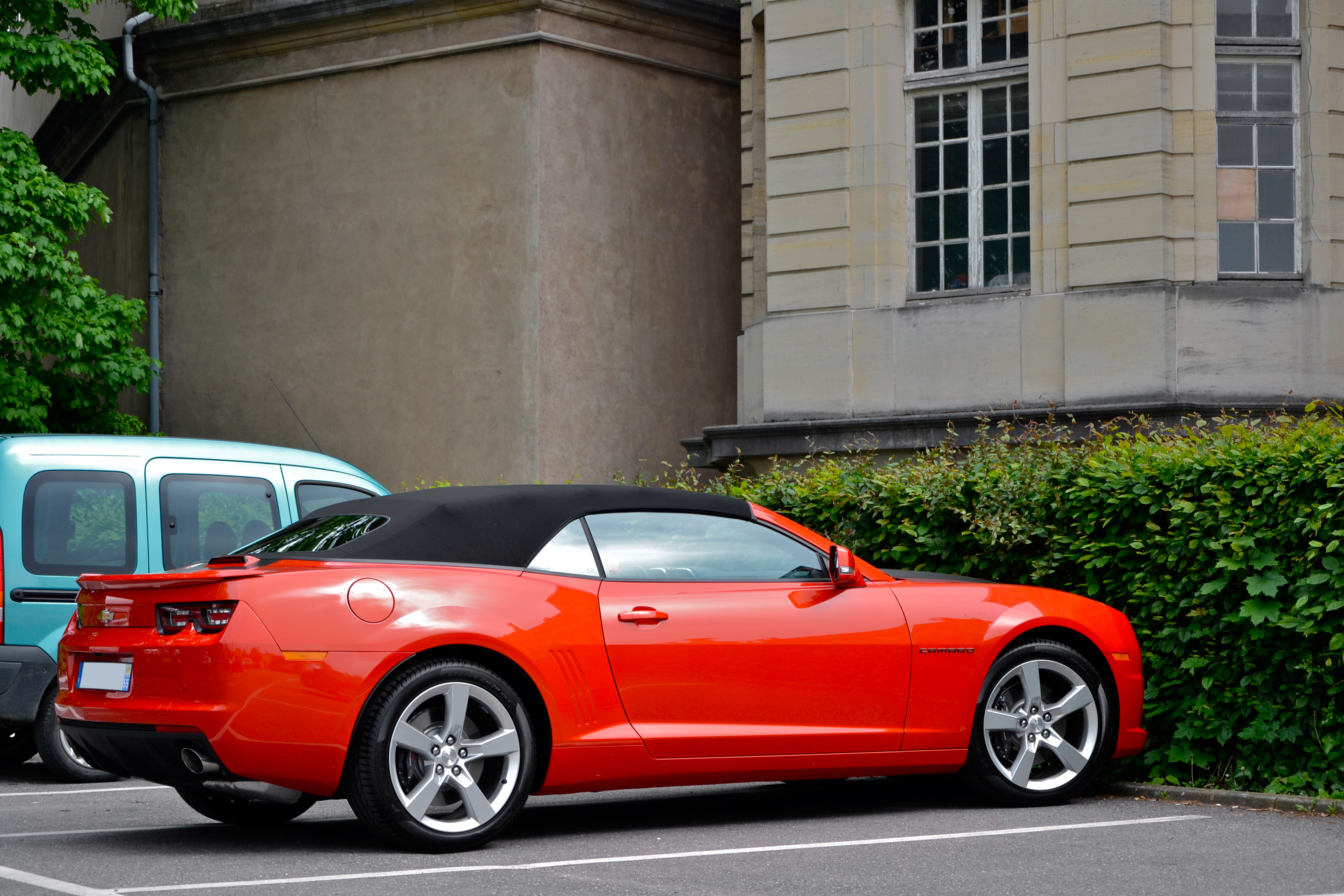
Une Camaro cabriolet.

## Sixième génération (2016-2024)

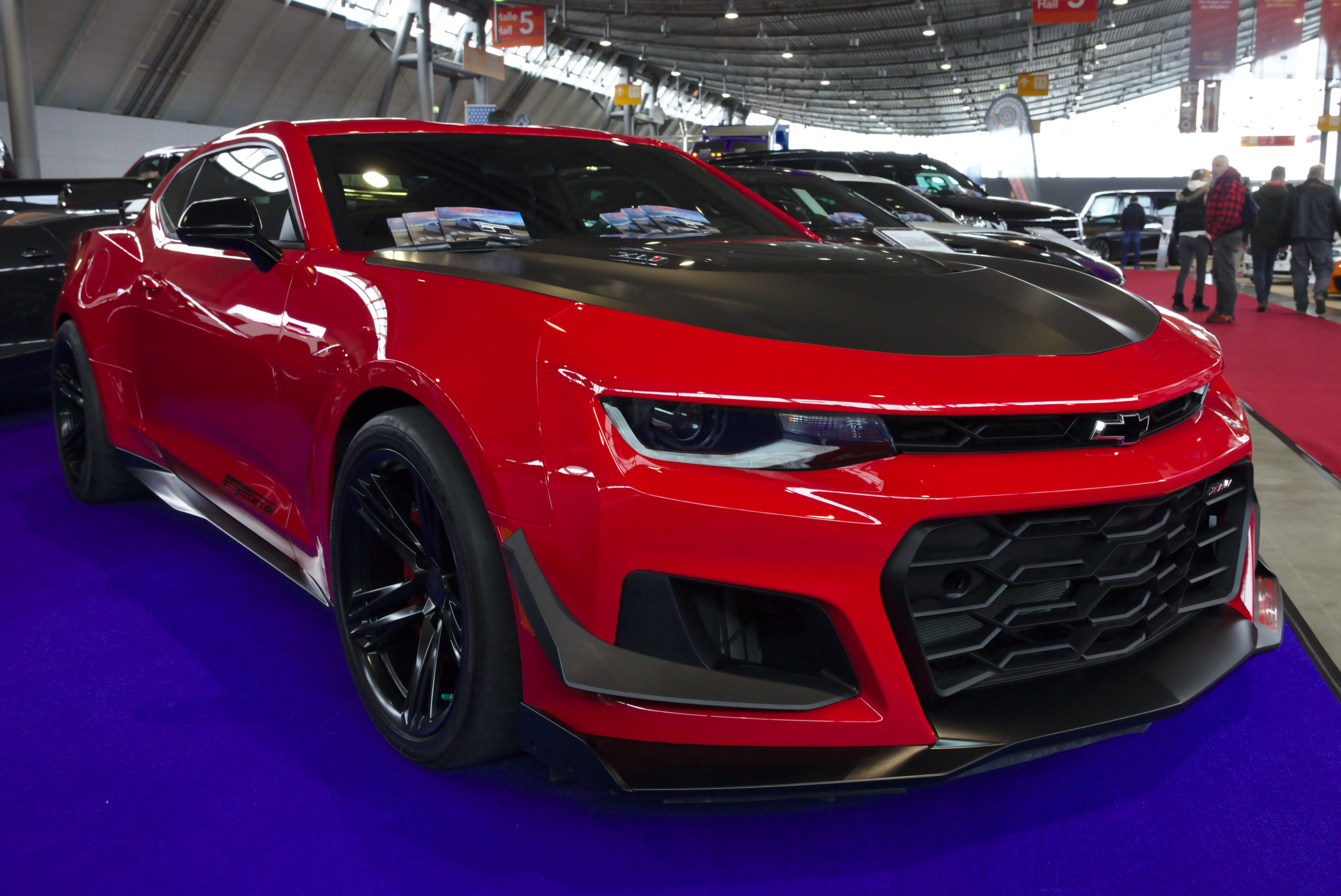
Camaro ZL1 de 2018.

Le 16 mai 2015 à Belle Isle, près de Détroit, est présentée la sixième génération de Camaro, la Camaro 6. Basée sur la plateforme technique de la Cadillac ATS, celle-ci est entièrement nouvelle, 70 % des composants sont nouveaux. Elle est 90 kilos plus légère que la précédente génération, et 28 % plus rigide.
La nouvelle Camaro présente trois motorisations, un quatre-cylindres 2 litres Turbo de 275 ch (400 N m de couple), un V6 3,6 litres de 335 ch (385 N m de couple), et un V8 6,2 litres, issu de la Chevrolet Corvette, de 650 ch (881 N m de couple), pour la Camaro ZL1.
La Camaro 2016 est proposée avec une boîte manuelle à six rapports ou une boîte automatique à huit rapports commandée par des palettes au volant. Le levier de frein à main disparaît au profit d'une commande électrique. Un nouveau capteur est situé sous la voiture pour détecter les imperfections de la route et règle automatiquement l'amortissement. La nouvelle Camaro est présentée au salon de Genève 2016.
En mars 2016, Chevrolet dévoile les premières photos officielles d'une nouvelle Camaro ZL1 avant sa présentation au salon de New York. En février 2017, Chevrolet dévoile la Camaro ZL1 1LE, une déclinaison plus légère et plus rapide.
En avril 2018, Chevrolet présente la version restylée (phase 2) de la Camaro VI, qui adopte une nouvelle face avant composée d'optiques amincis et d'une grande calandre. La Camaro reçoit un nouveau diffuseur arrière ainsi que des jantes 20 pouces inédites.

## Ventes aux États-Unis
| Année          | Ventes  | Différence |
| -------------- | ------- | ---------- |
| 2009 (9 mois)  | 61 648  |            |
| 2010           | 81 299  | +31,9 %    |
| 2011           | 88 249  | +8,5 %     |
| 2012 (11 mois) | 78 554  | -3,6 %     |
| Total          | 309 750 |            |

Note : la nouvelle Camaro a été lancée en avril 2009.

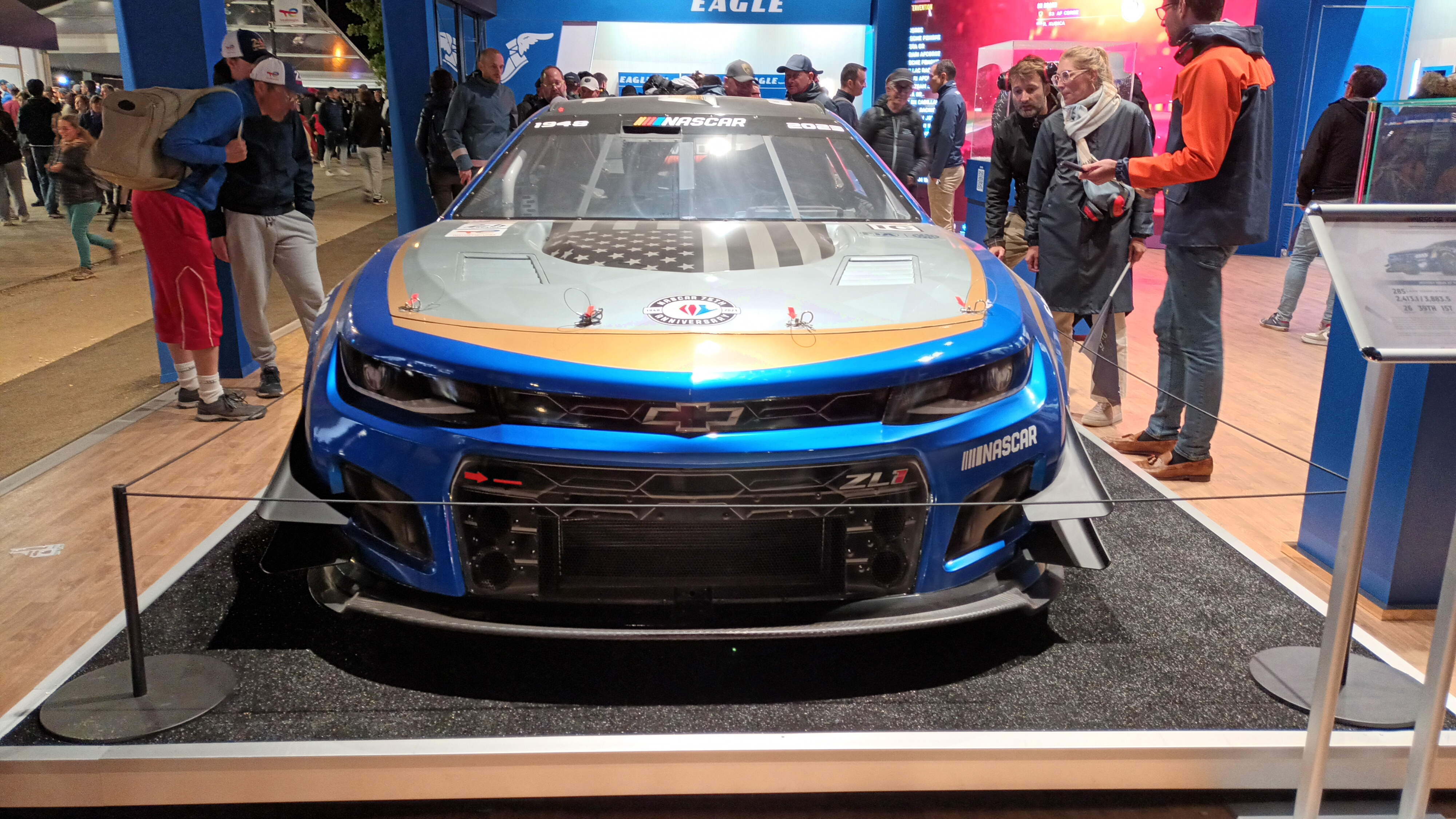
La Chevrolet Camaro ZL1 du Garage 56 exposée lors des 24 Heures du Mans 2024

Chevrolet annonce la sortie de la nouvelle Chevrolet Camaro Z/28 2014 au New York International Auto Show 2013, mais Chevy a également dévoilé la Camaro SS 2014 avec un moteur V8 de 6,2 litres développant 437 ch.

## Résultats aux 24 heures du Mans
| Année | Écurie                        | Type       | Numéro | Catégorie      | Pilotes                                         | Résultats      |
| ----- | ----------------------------- | ---------- | ------ | -------------- | ----------------------------------------------- | -------------- |
| 1980  | All Canadian Racing           | Camaro II  | 87     | IMSA           | Maurice Carter Murray Edwards Richard Valentine | Non-qualifiée  |
| 1981  | Stratagraph Incorporated      | Camaro II  | 35     | IMSA GTO       | Billy Hagan Bill Cooper Cale Yarborough         | Abandon        |
| 1982  | Stratagraph Incorporated      | Camaro II  | 80     | IMSA GTX       | Hershel McGriff Dick Brooks                     | Non-classée    |
| 1982  | Stratagraph Incorporated      | Camaro III | 81     | IMSA GT        | Billy Hagan Gene Felton Tom Williams            | 17e            |
| 2023  | Hendrick Motorsport Garage 56 | Camaro VI  | 56     | Hors catégorie | Jimmie Johnson Jenson Button Mike Rockenfeller  | 39e au général |

## Dans la culture populaire
La Camaro est apparue dans de nombreux films. 
On peut noter qu'elle apparait dans tous les films de Transformers (depuis la relance de la saga par Michael Bay) sous les traits de l'Autobot Bumblebee. Son allure suit les versions et l'évolution des modèles de la Camaro. 
Dans le film Bumblebee, l'Autobot prend l'apparence d'une VW Coccinelle, et adopte la forme d'une Camaro 1970 à la fin du film, faisant passerelle vers les films de Michael Bay.
Dans la série Hawaii 5-0 (dérivée de la série Hawaii Police d'Etat), l'une des voitures de l'unité est une Camaro, conduite par le lieutenant Danny Williams. 